# Кабул, Юнес
Юне́с Кабу́л (фр. Younes Kaboul; род. 4 января 1986 года, Сен-Жюльен-ан-Женевуа, Верхняя Савойя, Франция) — французский футболист марокканского происхождения, защитник.

## Биография
Юнес Кабул начал свою карьеру в «Осере», где стал игроком основного состава уже в 20 лет. В 2005 году он выиграл Кубок Франции, а также дебютировал за свой клуб в Кубке УЕФА. В «Осере» его прозвали «Хребет», из-за его превосходных навыков отбора, силы и решительности. Параллельно он играл за французскую молодёжку до 19 лет и до 21 года, где был капитаном.
Кабул был куплен «Тоттенхэмом» 5 июля 2007 года, приблизительно за 8 миллионов фунтов. Он быстро стал любимчиком фанатов за свою силовую манеру игры в обороне. Первую игру за «Тоттенхэм» он сыграл в товарищеском матче против «Сент-Патрикс Атлетик», через неделю после трансфера.
Официально Кабул дебютировал за новый клуб в первом матче АПЛ сезона 2007/08 против «Сандерленда» (0:1). Уже 1 сентября в игре против «Фулхэма» он забил первый гол за «Тоттенхэм». Также он успел отметиться и на европейской арене. 20 сентября Юнес забил первый гол в ворота «Анортосиса» (6:1). Ещё один важный гол Кабул забил 1 октября, в день 125-й годовщины клуба. Проигрывая «Астон Вилле» по ходу матча 1:4, «Тоттенхэм» в дополнительное время ушёл от поражения, благодаря мячу Кабула. Всего в сезоне 2007/08 Кабул провёл 29 матчей и забил 4 гола. Несмотря на достаточно большое количество проведённых матчей, Юнес так и не смог завоевать доверие главного тренера, и уже на следующий год был продан в «Портсмут».
«Помпи» заплатили за игрока приблизительно 6 миллионов фунтов, заключив контракт на 4 года. Здесь-то и проявился весь талант Юнеса. Став твёрдым игроком основы, в сезоне 2008/09 он сыграл 50 матчей, забив пять мячей. В том числе невероятный по красоте гол «Милану» в Кубке УЕФА 27 ноября 2008 года.
30 января 2010 года «Тоттенхэм» объявил о возвращении своего бывшего защитника. По некоторым данным сумма сделки составила 9,5 миллионов фунтов, из которых «Портсмут» получил лишь 6,5, а остальная часть суммы ушла первому клубу Кабула («Осеру»), в качестве исполнения условий трансферного договора.
Гарри Реднапп заявил, что защитник заметно улучшил свои показатели со времён предыдущего пребывания на «Уайт Харт Лейн». Первый матч после возвращения на «Уайт Харт Лэйн» Юнес, как впрочем и другой новичок «Хотспур» Эйдур Гудьонсен отсидел на скамейке запасных. Впервые же, вышел на поле в матче против «Астон Виллы». Всего сыграл в 10 играх после возвращения, в том числе и в матче против «Арсенала», завершившегося победой «Тоттенхэма» 2:1.
В «Тоттенхэме» Кабул сразу стал основным защитником, составляя пару либо Вильяму Галласу, либо Майклу Доусону, либо Ледли Кингу. Время от времени Юнес допускал ошибки, однако в целом игра французского марокканца внушала спокойствие фанатам «Шпор». В сезоне 2010/11 именно гол Кабула принес победу «Шпорам» над давним соперником — «Арсеналом» со счетом 3:2. Следующий свой гол за «Шпор» француз провел в августе 2011, поразив ворота «Манчестер Сити» в проигранном поединке с критическим счетом 1:5. Кабула отличает спокойствие, уверенность в своих силах, а также наличие определённого опыта и ряда умений, таких как блестящая игра на втором этаже. После успешного для себя сезона 2011/12, в котором «Тоттенхэм» занял 4-е место, повторив своё же достижение двухлетней давности, Кабул был призван под знамёна сборной Франции.
16 июля 2015 года перешёл в «Сандерленд», подписав с клубом четырёхлетний контракт.
16 августа 2016 года Юнес перешёл в «Уотфорд» за 4 миллиона фунтов, подписав контракт на три года.
В сезоне 2018-19 Кабуль вновь остался вне заявки клуба на Премьер Лигу. Главный тренер Хавьер Грасия дал понять игроку, что он может покинуть клуб, так как менеджер считает нахождение игрока в команде избыточным. Не сыграв ни минуты с сентября 2017 года, Юнес покинул клуб по обоюдному соглашению 21 декабря 2018 года. Пробыв два года свободным агентом, он сказал: «На данный момент я взял паузу от профессиональной стороны игры, я оцениваю свои варианты. Думаю, что мой дальнейший путь — тренерский. Но перед тем, как сделать этот шаг, мне нужно время для того, чтобы многому научиться». В итоге с того времени Кабуль закончил свою профессиональную карьеру.

## Международная карьера
6 июня 2011 года дебютировал в основном составе сборной Франции в поединке со сборной Украины в Донецке. Кабул отыграл весь матч и на 89-й минуте после подачи углового головой забил гол в ворота Андрея Пятова. Тот матч закончился победой французов 4:1.

## Достижения
Осер
- Обладатель Кубка Франции: 2004/05

 Тоттенхэм Хотспур
- Обладатель Кубка Лиги: 2007/08